# منیزیت
منیزیت  (به انگلیسی: Magnesite) با فرمول شیمیایی MgCO3 از مجموعه کانی هاست و دارای لومینسانس سیاه - سبز کامل و گاهی سیاه و آبی - سیاه است و بر اثر برخی پدیده‌ها تریبولومیاسانس نیز نشان می‌دهد. از ترکیب شیمیائی آن اخذ شده‌است. محلول در انواع اسیدها MgO:۴۷٫۸۱٪ CO۲:۵۲٫۱۹٪ همراه با ادخال‌های Ca,Mn,Fe (متغیر) برای اولین بار در چک اسلواکی کشف شد و از نظر شکل بلور: رمبوئدر - اسکالنوئدر، رنگ: سفید - خاکستری - زرد - قهوه‌ای - سیاه، شفافیت: شفاف - نیمه شفاف، شکستگی: صدفی، جلا: شیشه‌ای، رخ: کامل - مطابق با سطح، سیستم تبلور: رمبوئدریک و در رده‌بندی کربنات است و منشأ تشکیل آن دگرگونی - هیدروترمال - رسوبی است.
همایند کانی‌شناسی (پارانژ) آن ویژگی‌های نوری اشعه X و واکنش‌های شیمیائی کلسیت - دولومیت - آنکریت- تالک- کلسیت- دولومیت و غیره است، از نظر ژیزمان بلوری - توده‌های مجتمع - دانه‌ای - شبیه خاک‌های رسی فراوان است و بیشتر در اتریش، چک اسلواکی، ایتالیا، یونان، چین، آمریکا، برزیل، یوگسلاوی، نروژ یافت می‌شود.

## پدیداری
منیزیت به صورت رگه‌هایی در محصول دگرگون شده‌ی سنگ های فرامافیک، سرپانتینیت و دیگر سنگ های منیزیم دار و درون یا در کنار سنگ های دگرگونی یافت می شود. منیزیت ها عموما به صورت بافت کریپتوکریستالی و دارای مقداری سیلیکا و به صورت سنگ های اپال و چرت وجود دارند.
منیزیت همچنین در سنگ پوشه(رگولیت) بالای سنگهای فرامافیک به صورت فاز کربنات ثانویه در خاک یا در خاک زیر سطحی، یعنی جایی که در نتیجه انحلال مواد معدنی حامل منیزیم توسط دی اکسید کربن در آبهای زیرزمینی رسوب میکند، یافت می شود.

## ساختار ایزوتوپی: ایزوتوپ توده ای
پیشرفت های اخیر در زمینه ایزوتوپ پایدار در بحث شیمی خاک درباره ساختارهای ایزوتوپی کانی ها و مولکول های آنها میباشد که لازمه آن مطالعه دقیق پیوند میان مولکول ها (چگونه ایزوتوپ های سنگین با هم پیوند ایجاد میکنند) میباشد. این مطالعات به دانشی درباره پایداری مولکول ها با توجه به نوع ایزوتوپ آنها میانجامد.
اکسیژن سه ایزوتوپ پایدار (16O، 17O ،18O ) و کربن دو ایزوتوپ پایدار (13C، 12C) دارند. یک مولکول 12C16O2  (که متشکل از ایزوتوپ هایی میباشد که بیشترین فراوانی را دارند) گونه "یکنواخت (مونوایزوتوپیک)" خوانده میشود. وقتی تنها یکی از اتم ها با اتمی سنگین تر جایگزین میشود، "جایگزینی منفرد" نامیده میشود. به همین صورت اگر دو اتم به صورت همزمان با ایزوتوپ هایی سنگین تر جایگزین شوند، "جایگیزینی مضاعف" خوانده میشوند. گونه توده ای برای CO2 یک گونه "جایگزینی مضاعف" میباشد. مولکولهایی که دارای اتم های ایزوتوپی جایگزین شده هستند دارای جرم بیشتری هستند. در نتیجه ارتعاش مولکولی کاهش میابد و مولکول یک انرژی نقطه صفر جدید میسازد.
فراوانی پیوندهای خاص در مولکول های متفاوت بستگی به دمای شکل گیری مولکول دارد. این اطلاعات مورد استفاده قرار گرفته است تا پایه ژئوشیمی ایزوتوپ توده ای را تشکیل دهد. حرارت سنج های ایزوتوپی توده ای برای مواد معدنی کربناتی مانند دولومیت، کلسیت ، سیدریت و غیره و ترکیبات غیر کربناته مانند متان و اکسیژن ایجاد شده است. بسته به قدرت پیوندهای اکسیژن کربنات کاتیونی (مانند MgO و CaO)، مواد معدنی کربناتی متفاوت میتوانند توده های ایزوتوپی متفاوت و مشخصی را شکل دهند یا آن را حفظ کنند.

## عوامل کنترل کننده ساختار ایزوتوپی در منیزیت

#### تبدیل منیزیم کربنات آبدار به منیزیت
منیزیم کربنات آبدار در دمای پایین شکل میگیرد. تبدیل منیزیم کربنات آبدار به منیزیت در دماهای بالا و با فرآیند انحلال-رسوب معدنی یا آبگیری(دهیدراسیون) صورت میگیرد. زمانی که این فرآیند رخ میدهد، یک اثر ایزوتوپی مرتبط میتواند ترکیب ایزوتوپی منیزیت را کنترل کند.

#### عدم تعادل
فرآیندهای عدم تعادل مانند گاززدایی، که گاز کربن دی اکسید به سرعت خارج میشود، توده ترکیبِ ایزوتوپیِ مواد معدنی کربناتی را بهینه میکند، به خصوص در دمای پایین. در این فرآیند به طور متناوب ماده با ایزوتوپ های سبک و سنگین اکسیژن و کربن تخلیه یا پر میشوند. از آنجایی که فراوانی توده ایزوتوپی به فراوانی ایزوتوپ های اکسیژن و کربن بستگی دارد، لذا آنها نیز بهینه میشوند. .  یکی دیگر تاثیرات برجسته این فرآیند میزان pH مایع رسوبی میباشد. هرگاه میزان pH مایع رسوبی تغییر کند حوضچه DIC نیز متاثر از آن و ترکیب ایزوتوپی کربنات رسوبی نیز تغییر میکند.

#### ساختار معدنی و اثرات حرارتی بعدی

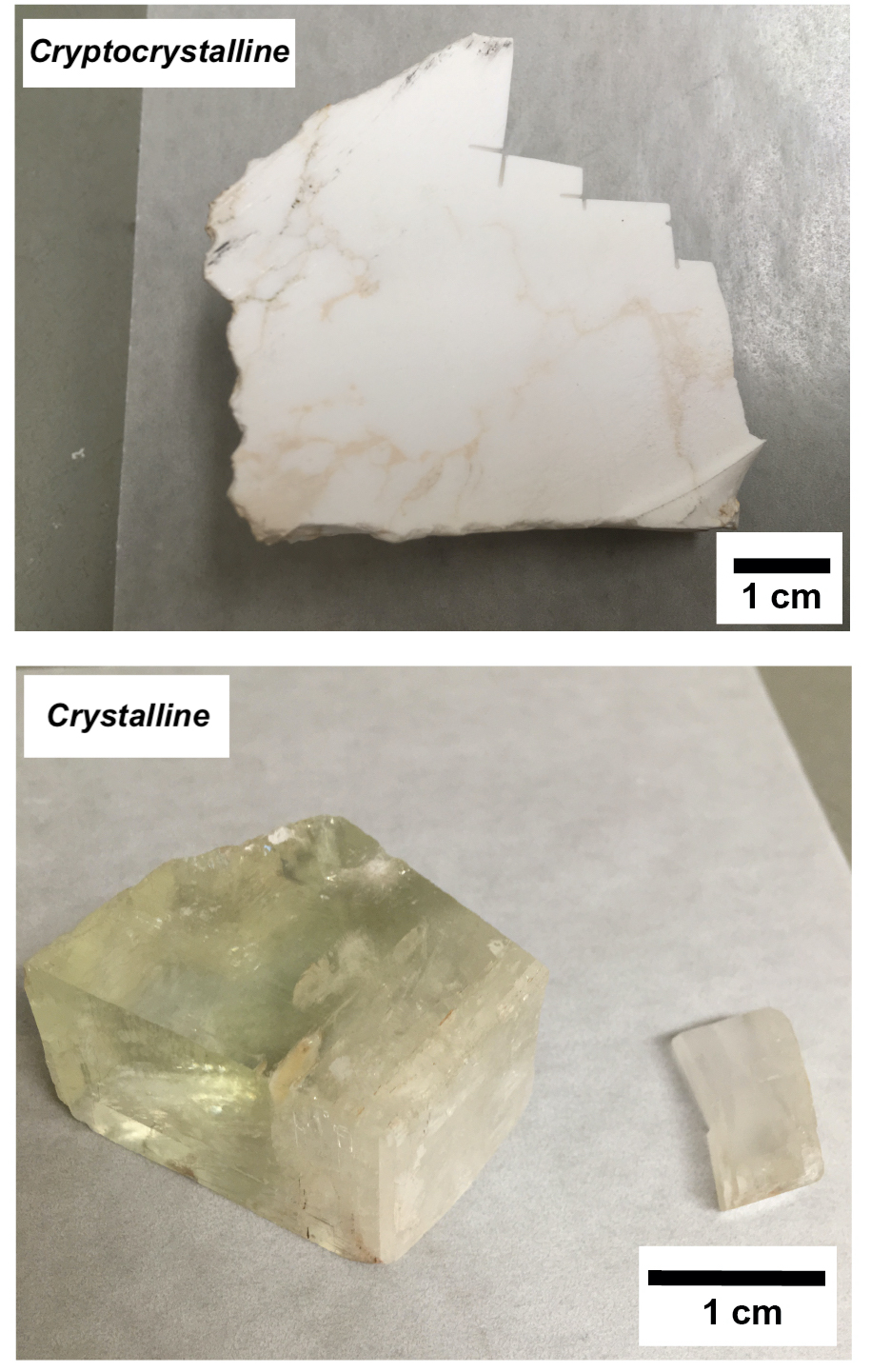
تفاوت میان منیزیت کریپتوکریستالی و کریستالی

منزیت بلوری(کریستالی) و کریپتوکریستالی ساختار معدنی متفاوتی دارند. منیزیت بلوری ساختار کریستالی بسیار توسعه یافته ای دارد. در حالی که منیزیت کریپتوکریستالی بی شکل بوده و بیشتر حاصل تجمع دانه های ریز میباشد. از آنجایی که توده ترکیب ایزوتوپی به پیوندها بستگی دارد، تفاوت در ساختار کریستالی در شکل گیری ساختار ایزوتوپی بسیار تاثیر گذار است.

## شکل گیری
منیزیت را میتوان از طریق متاسوماتیسم کربنات تالک پریدوتیت و دیگر سنگ های فرامافیک تشکیل داد. منیزیت از طریق کربناسیون الیوین در مجاورت آب و کربن دی اکسید در دما و فشار بالا از شیست سبز شکل میگیرد.
همچنین منیزیت را میتوان از روش کربناسیون سرپانتین منیزیم و از طریق واکنش زیر بدست آورد:
2 Mg3Si2O5(OH)4 + 3 CO2 → Mg3Si4O10(OH)2 + 3 MgCO3 + 3 H2O
با این حال زمانی که این واکنش در محیط آزمایشگاه اجرا می شود، هیدراته بدست آمده از منیزیم کربنات در دمای اتاق شکل می گیرد.
منیزیت تا به حال در رسوبات جدید، غارها و خاک یافت شده است. دمای پایین شکل گیری آن (حدود 40 درجه سانتی گراد) که برای رسوب و انحلال تناوبی مورد نیاز است به عنوان یک مشخصه شناخته شده است.
منیزیت در شهاب سنگ آلن هیلز 84001 و همچنین در کره مریخ نیز دیده شده است. منیزیت در کره مریخ با استفاده از طیف سنجی فروسرخ به کمک ماهواره شناسایی شد. در نزدیکی دهانه جیزرو، کربنات های منیزیم شناسایی و همچینین گزارش شده است که در محیط استخری غالب آنجا شکل گرفته است.
الیوین های غنی از منیزیم به تولید منیزیت از پریدوتیت کمک میکنند و الیوین های غنی از آهن به تولید ترکیب منیزیت-سیلیکا مغناطیسی کمک میکنند.
منیزیت همچنین از طریق متسوماتیسم در رسوبات اسکارن، دولومیت سنگ آهک، همراه با ولاستونیت، آجر منیزیتی و تالک شکل میگیرد.
با توجه به مقاومت بالای منیزیت به دمای بالا و قابلیت تحمل فشار بالا، این کانی به عنوان یکی از فازهای متحمل کربنات غالب در پوشش سطح زمین و همچنین به عنوان یک یک مخزن کربن شناخته شده است.
منیزیت همچنین در دریاچه ها و در مجاورت باکتری ها چه به صورت منیزیم کربنات آبدار چه به صورت منیزیت رسوب میکند.

## کاربردها
همانند تولید آهک، منیزیت را هم میتوان با زغال چوب حرارت داد و منیزیم اکسید (MgO) بدست آورد که در حالت کانی به پریکلاز معروف است. مقادیر بزرگی از منیزیت جهت ایجاد منیزیم اکسید حرارت داده می شوند تا به عنوان یک ماده نسوز مهم در پوشش کوره های بلند و کوره های زباله سوزی استفاده شوند. دمای فرآیند کلسیناسیون واکنش پذیری محصولات اکسیدی و طبقه بندی آنها بر اساس حرارت بالا و حرارت پایین که مربوط به مساحت سطح میشود و واکنش پذیری محصول را نتیجه میدهد، عموما توسط اندازه گیری صنعتی و با شماره ید مشخص میشود.

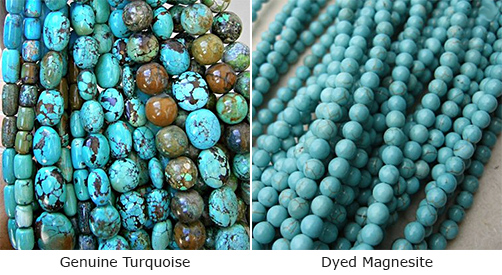
مقایسه سنگ فیروزه با منیزیت رنگ شده. سمت چپ: فیروزه، سمت راست: منیزیت رنگ شده

محصولات "حرارت پایین" عموما به فرآیندهای کلسیناسیونی گفته میشود که در دمای 450 درجه سانتی گراد و نهایتا تا 900 درجه سانتی گراد صورت میگیرد. نتیجه فرآیند "حرارت پایین" مساحت سطح و واکنش پذیری خوب میباشد. در دماهای بالاتر از 900 درجه سانتی گراد، ماده ساختار کریستالی واکنش پذیر خود را از دست میدهد که به آن "حرارت بالا" میگوییم. محصولات "حرارت بالا" به عنوان ماده نسوز در پوشش کوره ها به کار میروند.
از منیزیت میتوان به عنوان چسب در کفپوش ها به کار رود. علاوه بر این، به عنوان کاتالیزگر و فیلر در تولید لاستیک مصنوعی و در تولید مواد شیمیایی منیزیم دار و کودها مورد استفاده قرار میگیرد. همچنین به دلیل مقاومت به حرارت بالا به عنوان بوته در عملیات حرارتی مورد استفاده قرار میگیرد.
منیزیت در جواهرسازی نیز کاربرد دارد. میتوان سنگ های منیزیت را با برشکاری، سوراخ کاری و پولیش کردن به عنوان جواهر استفاده کرد. سنگ های منیزیت قابلیت رنگ آمیزی در طیف وسیعی رنگ ها را دارا میباشند. مانند رنگ آبی روشن که ظاهری مانند سنگ فیروزه به منیزیت میدهد.